# Метрополис (манга)
«Метрополис» (яп. メトロポリス Мэторопорису) — манга Осаму Тэдзуки 1949 года и аниме-фильм 2001 года по мотивам манги, снятый режиссёром Ринтаро (Сигэюки Хаяси) по сценарию, написанному создателем манги «Акира» Кацухиро Отомо.
Критики часто указывают на сходство манги с одноимённым немым фильмом 1927 года, хотя Тэдзука заявлял, что на момент начала работы всё его знакомство с картиной Фрица Ланга ограничивалось лишь единственным кадром, увиденным им в журнале про кино.
В отличие от манги, аниме имеет гораздо больше общего с фильмом Ланга как в плане сюжета, так и в плане дизайна архитектуры и техники.

## Сюжет
Фильм начинается с празднования по поводу завершения строительства Зиккурата. Робот, покинувший свою зону, попытался сорвать мероприятие, но был застрелен юношей по имени Рок, состоящим в специальной организации «Мардуки», призванной контролировать перемещения роботов.
Частный детектив из Японии Сюнсаку Бан и его племянник Кэнъити Сикисима прибывают в Метрополис, куда ведут следы разыскиваемого ими международного преступника доктора Лоутона. Лоутон подозревается в торговле человеческими органами и на его арест выданы санкции несколькими международными организациями. Местная полиция выделяет Сюнсаку Бану в провожатые робота-детектива, которому тот, не в состоянии запомнить его длинный идентификационный номер (803-D-RP-DM-497-3-C), даёт имя «Перо».
Доктор Лоутон, выполняя заказ самого влиятельного человека в Метрополисе герцога Реда, создаёт искусственного человека Тиму, робота, имеющего внешность погибшей много лет назад дочери Реда. Однако Рок, воспитанный герцогом и считающий его своим отцом, питающий твёрдое отвращение к роботам, вмешивается в работу и уничтожает секретную лабораторию Лоутона вместе с самим доктором и созданным им роботом. Прибывшие в лабораторию Лоутона Сюнсаку и Кэнъити теряют друг друга во время пожара. Сюнсаку пытается спасти из огня смертельно раненого Роком Лоутона, а Кэнъити находит Тиму, которую принимает за таинственную девочку, потерявшую память. Вместе с Тимой Кэнъити вынужден скрываться на нижних уровнях Метрополиса, защищая её от Рока, который намерен уничтожить девочку-робота, и не зная, что поисками её активно занимается герцог Ред.
Сюнсаку Бан в компании Перо ведёт поиски своего пропавшего племянника. В это время Кэнъити и Тима попадают к повстанцам, которые недовольны тем, что остались без работы из-за роботов, и готовятся начать вооружённое восстание.

## Отличия от манги
Сюжет манги Осаму Тэдзуки развивается вокруг искусственного человека Мити, способного левитировать и менять пол. Доктор Лоутон, создавший Мити по приказу герцога Реда, не является злодеем и уничтожает свою лабораторию самостоятельно, поскольку уверен, что Мити будет использован в грязных целях.

## Мардуки
В Метрополисе существует организация, возглавляемая Роком и именуемая «Мардуки», называющая себя партией и напоминающая штурмовые отряды (СА) 30-годов (возглавлявшихся Рёмом, что примерно звучит как Ром). Формально мардуки занимаются показательными расстрелами неисправных роботов прямо на улице (немедленно там, где они сломались), но фактически запугивают не роботов, а людей.

## Саундтрек
Саундтреки состоят в основном из новоорлеанского стиля джазовой музыки и составлены Тосиюки Хондой. Также имеется кавер-версия Ацуки Кимуры на песню «There'll Never Be Good-Bye», в английской версии которую исполнил Рей Чарльз.

## Список персонажей
Кэнъити
Сэйю: Кэй Кобаяси
Тима
Сэйю: Юка Имото
Сюнсаку Бан
Сэйю: Косэй Томита
Рок
Сэйю: Коки Окада